# Julie Stroink-Cords
Alwine Julie Cords (Mönchengladbach, 9 juli 1890 – Baarn, 9 december 1962) was een Nederlands tennisspeelster. 
Ze was meervoudig Nederlands kampioene tennis dames dubbel (1925-1929) en gemengd dubbel (1927). 

## Persoonlijk
Cords was in 1911 in Mönchengladbach getrouwd met de Utrechtse bankier Willem Stroink (1887-1972).